# Ziua Mondială a Refugiatului
Ziua Mondială a Refugiatului este o zi internațională desemnată de Organizația Națiunilor Unite și celebrată anual pe 20 iunie, cu scopul de a onora refugiații din întreaga lume. Ziua a fost instituită pentru prima dată pe 20 iunie 2001, ca o recunoaștere a celei de-a 50-a aniversări a Convenției din 1951 privind statutul refugiaților.
Această zi aduce recunoaștere refugiaților care dau dovadă de putere și curaj fugind de conflictul și persecuția din țara lor, în speranța de a găsi refugiu și de a trăi o viață mai bună. Ziua Mondială a Refugiaților construiește conceptul de înțelegere a situației lor dificile, ceea ce demonstrează rezistența și curajul cuiva în reconstrucția viitorului său.
De asemenea, reprezintă o oportunitate pentru toată lumea de a experimenta, înțelege și celebra diversitatea comunităților de refugiați. Evenimente precum spectacole de teatru, dans, filme și muzică au ca scop permiterea organizațiilor comunitare de refugiați, organizațiilor voluntare și statutare, consiliilor locale și școlilor să organizeze evenimente în timpul săptămânii pentru a onora cauza.
Ziua Mondială a Refugiatului este sărbătorită și în cadrul Săptămânii Mondiale a Refugiaților și este concepută pentru a oferi solicitanților de azil și refugiaților o șansă importantă de a fi văzuți, ascultați și apreciați de comunitatea în care trăiesc.

## Context
Un refugiat este o persoană care își părăsește țara din cauza ramificațiilor războiului, ale conflictelor, persecuțiilor și violenței cu care s-a confruntat în țara sa de origine. Prin trecerea frontierelor internaționale, unii refugiați lasă în urmă totul, luând cu ei doar hainele și bunurile necesare, cu planul de a găsi siguranță și refugiu într-o altă țară.
Potrivit Convenției din 1951 privind statutul refugiaților, un refugiat ca este o persoană care nu se poate întoarce în țara sa de origine din cauza temerii întemeiate de a fi persecutat din motive de rasă, religie, aderanța la un grup social sau opinii politice diferite.

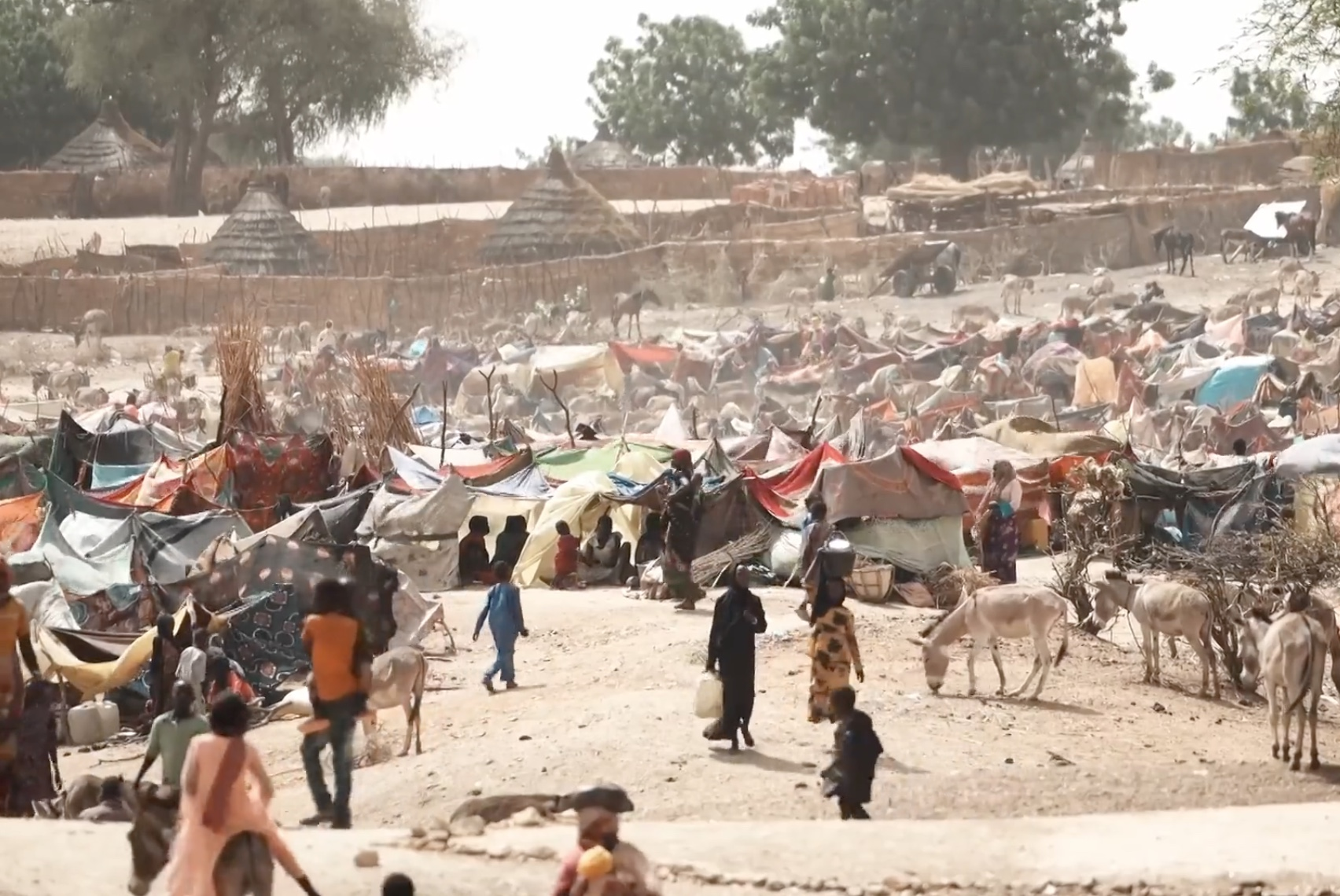
Tabără de refugiați

### Impact global
Refugiații joacă un rol important în lume, deoarece, atunci când sunt poziționați să aibă acces la oportunități legale de angajare în țara gazdă, își pot folosi cunoștințele pentru a ajuta la umplerea golurilor de pe piața muncii a unei țări. Aceste incluziuni în societate creează o cultură mai diversă și multiculturalism, ceea ce oferă comunității oportunitatea de a învăța unii de la alții.
Majoritatea refugiaților provin din medii în care au fost angajați oficial și pot ajuta noua lor țară să contribuie la siguranța țării, precum și la veniturile acesteia. Prin prezența refugiaților într-o țară, gazdele trebuie să se pregătească și pentru o creștere a costurilor serviciilor, precum accesul la asistență medicală sau educație, care sunt furnizate de guvern. De asemenea, ei sunt capabili să creeze capacitatea de a contribui la societate, acționând ca mediator în diferite schimburi interculturale, ceea ce înseamnă că țara va putea experimenta o diversitate socio-culturală mai eficientă în cadrul comunității.

## Istoric
La 4 decembrie 2000, Adunarea Generală a Națiunilor Unite, prin Rezoluția 55/76, a stabilit că, începând cu anul 2001, data de 20 iunie va fi sărbătorită ca Ziua Mondială a Refugiatului. Rezoluția a prevăzut că anul 2001 a marcat cea de-a 50-a aniversare a Convenției din 1951 privind statutul refugiaților. Convenția a comemorat refugiații pentru a-i onora și sprijini pe cei afectați din întreaga lume și pentru a crește gradul de conștientizare a situației lor vulnerabile.

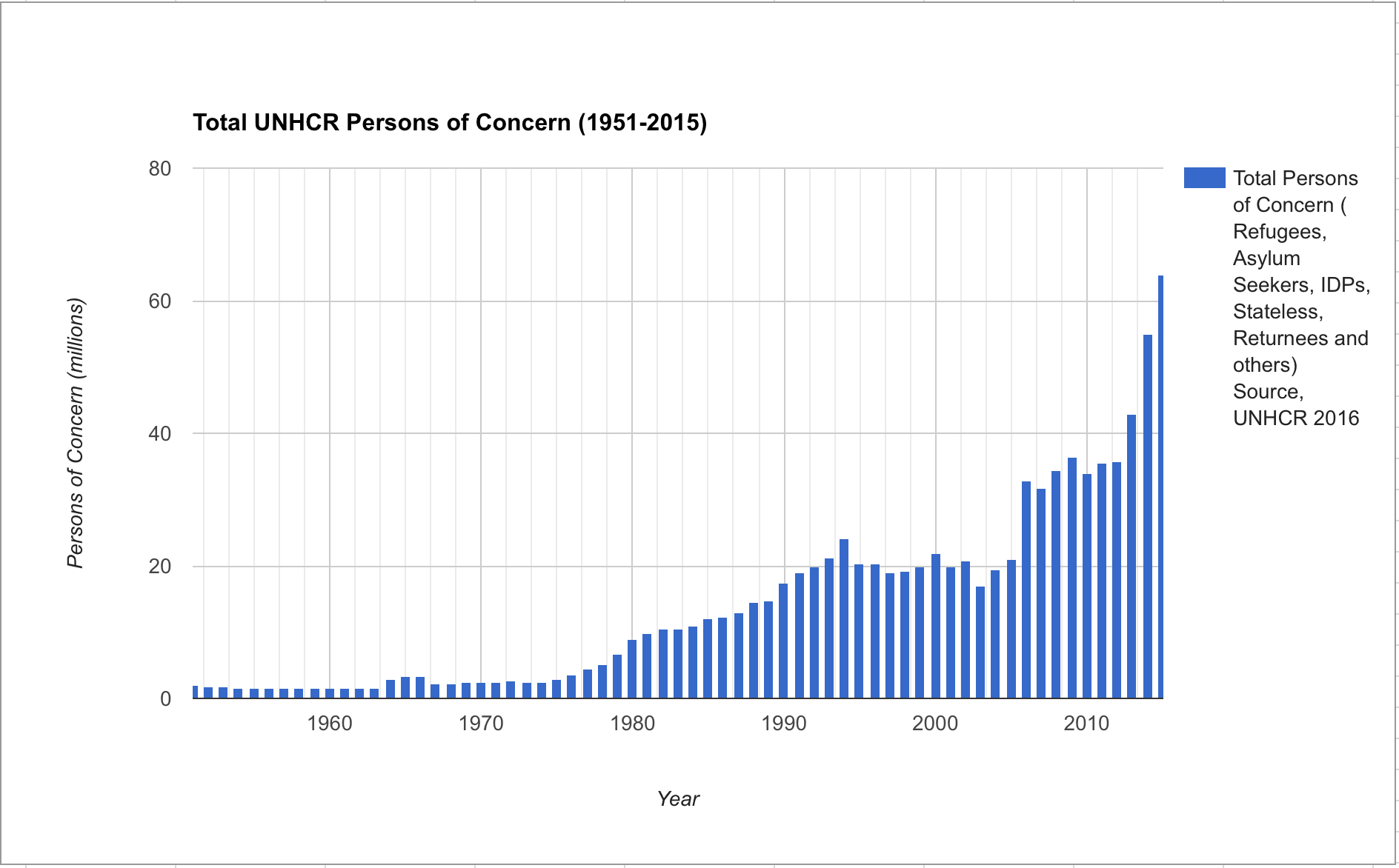
Acest grafic arată nivelul de îngriorare al UNCHR față de creșterea numărului total de persoane refugiate

Ziua Refugiatului African fusese sărbătorită oficial în mai multe țări înainte de anul 2000. ONU a menționat că Organizația Unității Africane (OUA) a convenit ca Ziua Internațională a Refugiatului să coincidă cu Ziua Refugiatului din Africa, pe 20 iunie. Înaltul Comisar al Națiunilor Unite pentru Refugiați a lansat petiția #WithRefugees pentru a transmite guvernelor din întreaga lume un mesaj despre acțiunea, solidaritatea și responsabilitatea în numele refugiaților. Au fost implementate proiecte și resurse care au scopul de a răspândi informații despre modul de viață al refugiaților și de a-i educa pe oameni. Națiunile Unite colaborează cu comunitatea pentru a încerca să pună capăt crizei refugiaților și să găsească adăposturi pentru persoanele strămutate din întreaga lume.
În 1967, Națiunile Unite au extins numărul persoanelor care puteau solicita statutul de refugiat, deoarece în temeiul Convenției din 1951, prin refugiat se înțelegea o persoană forțată să-și părăsească locuința din cauza celui de-al Doilea Război Mondial. Această a ajuns să fie cunoscută sub numele de Protocolul din 1967 și a eliminat atunci condițiile legate de timp și definițiile geografice ale statutului de refugiat.

## Acțiunea ONU – Adunarea Generală
Fiind unul dintre cele șase nuclee principale ale Națiunilor Unite, Adunarea Generală este responsabilă de elaborarea principalelor politici și reprezintă problemele din întreaga lume. Cu ocazia celei de-a cincizecea aniversări a Oficiului Națiunilor Unite, Adunarea Generală a adoptat o rezoluție special concepută pentru refugiați și pentru Ziua Mondială a Refugiatului. Cele opt obiective cheie sunt următoarele:

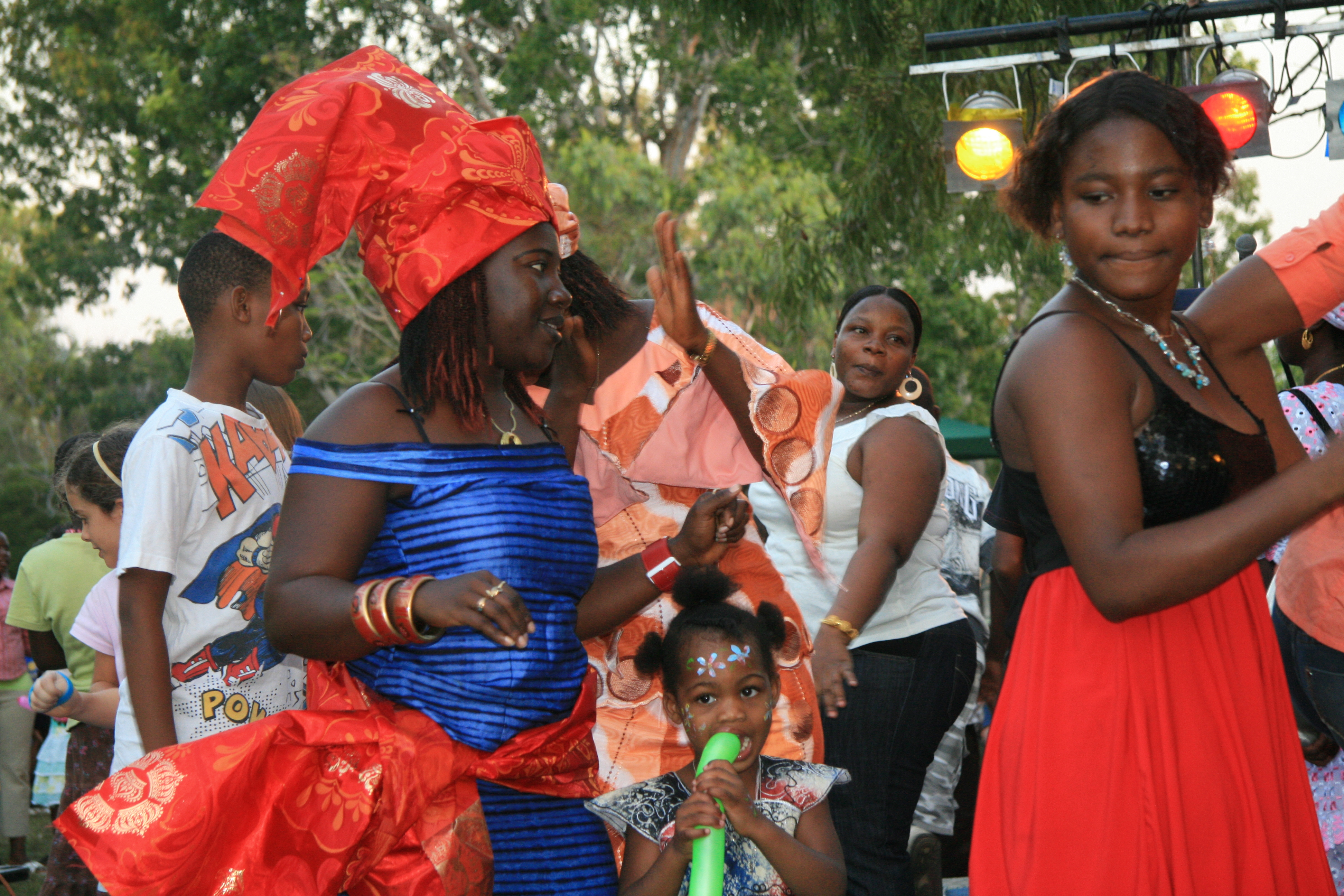
Ziua Mondială a Refugiatului sărbătorită în Malak, Darwin

1. Recunoaște meritul Înaltului Comisariat al Națiunilor Unite pentru Refugiați pentru rolul său de lider și eforturile sale în promovarea coordonării în cadrul acțiunilor internaționale pentru refugiați. Recunoaște procesul de protecție și ajutorare a refugiaților și a altor persoane care reprezintă o preocupare pentru ei, care își propune să creeze un rezultat adecvat pentru problemele lor legate de refugiații care intră în țară.[16]
2. Plătește lucrătorii umanitari și personalul Oficiului Înaltului Comisar pentru ajutorul acordat refugiaților, deoarece ei sunt persoanele care își riscă viața în timp ce își desfășoară activitatea în acest context.[17]
3. Își reafirmă sprijinul pentru activitățile Oficiului Înaltului Comisar, care vor avea loc simultan cu rezultatele adunării generale, în numele persoanelor repatriate și cu privire la identitatea persoanelor strămutate în interiorul țării.[16] Cauza unei persoane strămutate intern este reprezentată de cauzele strămutării interne, inclusiv conflictele armate, violența generalizată, încălcările drepturilor omului și „dezastrele naturale și provocate de om”, fie printr-un debut brusc, fie lent.
4. Ia act de rolul principal al mișcărilor în societatea globală, atât pentru organizațiile regionale, cât și pentru cele neguvernamentale, aceasta incluzând participarea refugiaților la legile care le afectează viața.[16] Protocolul obligă statele să respecte prevederile substanțiale ale Convenției din 1951 față de toate persoanele care sunt acoperite de definiția refugiatului, fără nicio limită de dată. Deși este legat de Convenție, Protocolul este totuși un instrument independent, la care aderarea nu se limitează la statele părți la Convenție.
5. Recunoaște că Înaltul Comisar va contribui la evaluarea principiilor Națiunilor Unite, și anume a celor referitoare la pace, drepturile omului și dezvoltare.[16] Aceasta își propune să reamintească dreptul indivizilor de a-și crea autodeterminarea, în virtutea căruia au dreptul de a-și determina liber propriul statut politic și de a-și urmări dezvoltarea economică, socială și culturală în sine.
6. Ia act de faptul că această convenție va stabili conceptele generale pentru protecția internațională a refugiaților. Evoluțiile din dreptul internațional al drepturilor omului întăresc, de asemenea, principiul conform căruia Convenția va fi aplicată fără discriminare în ceea ce privește sexul, vârsta, dizabilitatea, orientarea sexuală sau alte motive de discriminare interzise. Convenția prevede, de asemenea, că există excepții, și anume că refugiații nu ar trebui să fie penalizați pentru intrarea sau șederea lor ilegală.[8]
7. Recunoaște Organizația Unității Africane care a convenit ca o zi internațională a refugiaților să coincidă cu Ziua Refugiaților din Africa. Ziua Refugiatului din Africa era, de asemenea, o sărbătoare anuală pe 20 iunie, iar ca gest de solidaritate cu continentul african, Organizația Națiunilor Unite a adoptat, la 4 decembrie 2000, o rezoluție, conform căreia Ziua Mondială a Refugiatului urma să fie sărbătorită pe 20 iunie, începând cu 2001. Ziua a marcat cea de-a 50-a aniversare a Convenției ONU din 1951 privind statutul refugiaților. Concluzia rezoluției menționa că Organizația Unității Africane va comasa Ziua Refugiatului din Africa cu noua Zi Mondială a Refugiatului.[16]
8. Ziua Mondială a Refugiatului va fi sărbătorită anual pe 20 iunie. De asemenea, este sărbătorită și în timpul întregii săptămâni, aceasta fiind activitatea anuală organizată de Austcare în Sydney în 1986, care și-a propus să informeze comunitatea despre refugiați și contribuția lor pozitivă la societatea australiană.[15]

## Celebrare
În fiecare an, pe 20 iunie, Organizația Națiunilor Unite, Înaltul Comisariat al Națiunilor Unite pentru Refugiați (UNHCR) și grupuri civice din întreaga lume organizează evenimente cu ocazia Zilei Mondiale a Refugiaților,l pentru a atrage atenția publicului asupra milioanelor de refugiați și persoane strămutate în interiorul țării din întreaga lume, care au fost forțate să-și părăsească locuințele din cauza războiului, conflictelor și persecuției.
Celebrarea anuală este marcată de o varietate de evenimente în peste 100 de țări, în care sunt implicați oficiali guvernamentali, lucrători umanitari, celebrități, civili și chiar persoanele strămutate forțat.

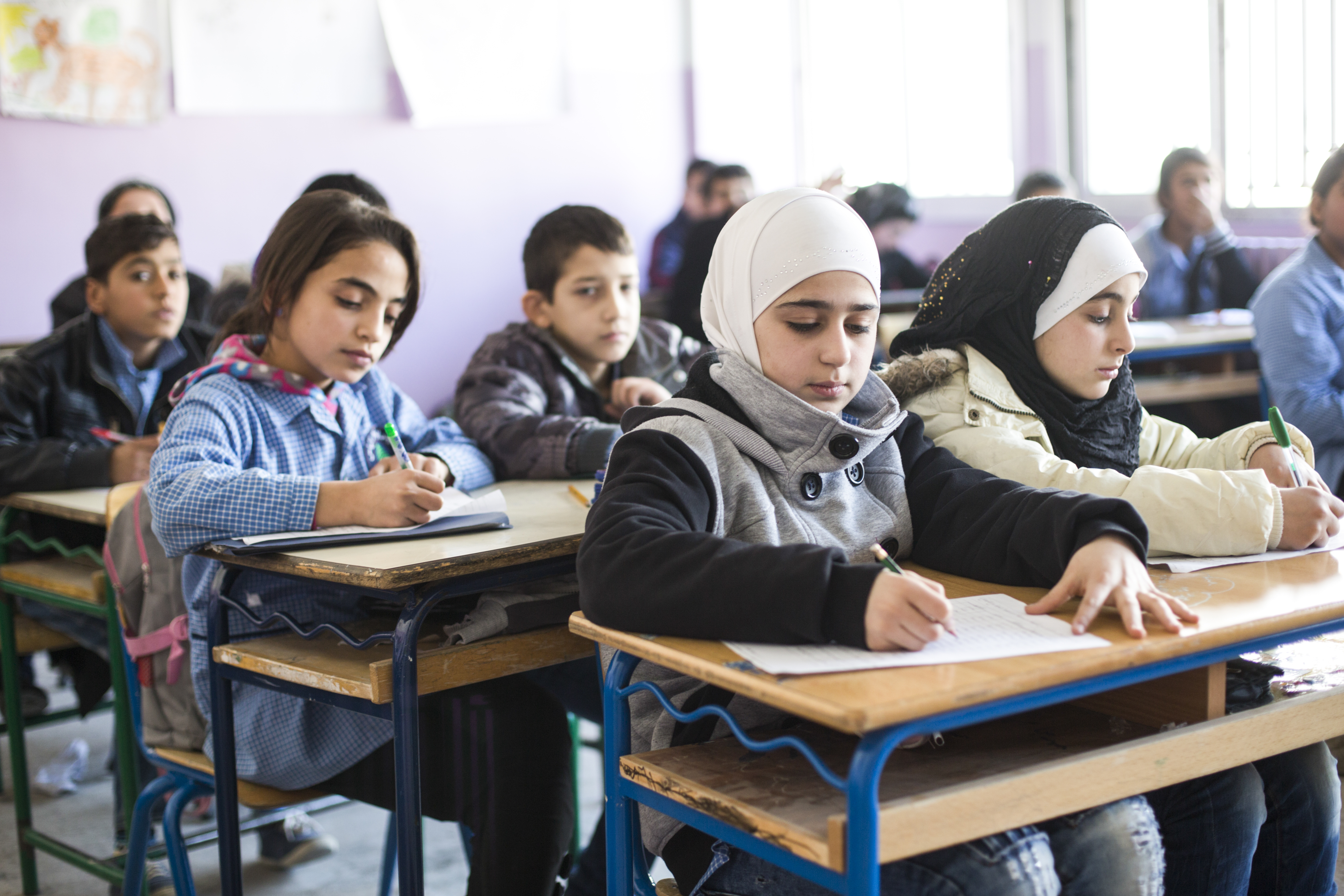
Ziua Mondială a Refugiatului își propune să ofere tuturor posibilitatea de a se uni pentru a celebra puterea, curajul și perseverența a milioane de oameni.

UNHCR publică mesaje cu ocazia fiecărei Zile Mondiale a Refugiaților:
- 2024: Ziua Mondială a Refugiatului se concentrează pe solidaritatea cu refugiații – pentru o lume în care refugiații sunt bineveniți.
- 2020: Pandemia de COVID-19 este o amintire puternică a modului în care suntem cu toții intim conectați unii cu alții și cu natura.
- 2019: Filippo Grandi s-a angajat astăzi să facă tot posibilul pentru a ajuta milioanele de persoane strămutate forțat „nu doar să supraviețuiască, ci și să prospere”.
- 2018: Ziua Mondială a Refugiatului este un moment de solidaritate cu refugiații

UNHCR desemnează o temă pentru fiecare campanie a Zilei Mondiale a Refugiatului.
- 2001: Respect: Persoanele fizice și grupurile comunitare au fost încurajate să marcheze ziua participând la un eveniment local dedicat Zilei Mondiale a Refugiatului, vizionând și distribuind videoclipuri dedicate Zilei Mondiale a Refugiatului și sensibilizând publicul cu privire la refugiați pe rețelele de socializare.[18]

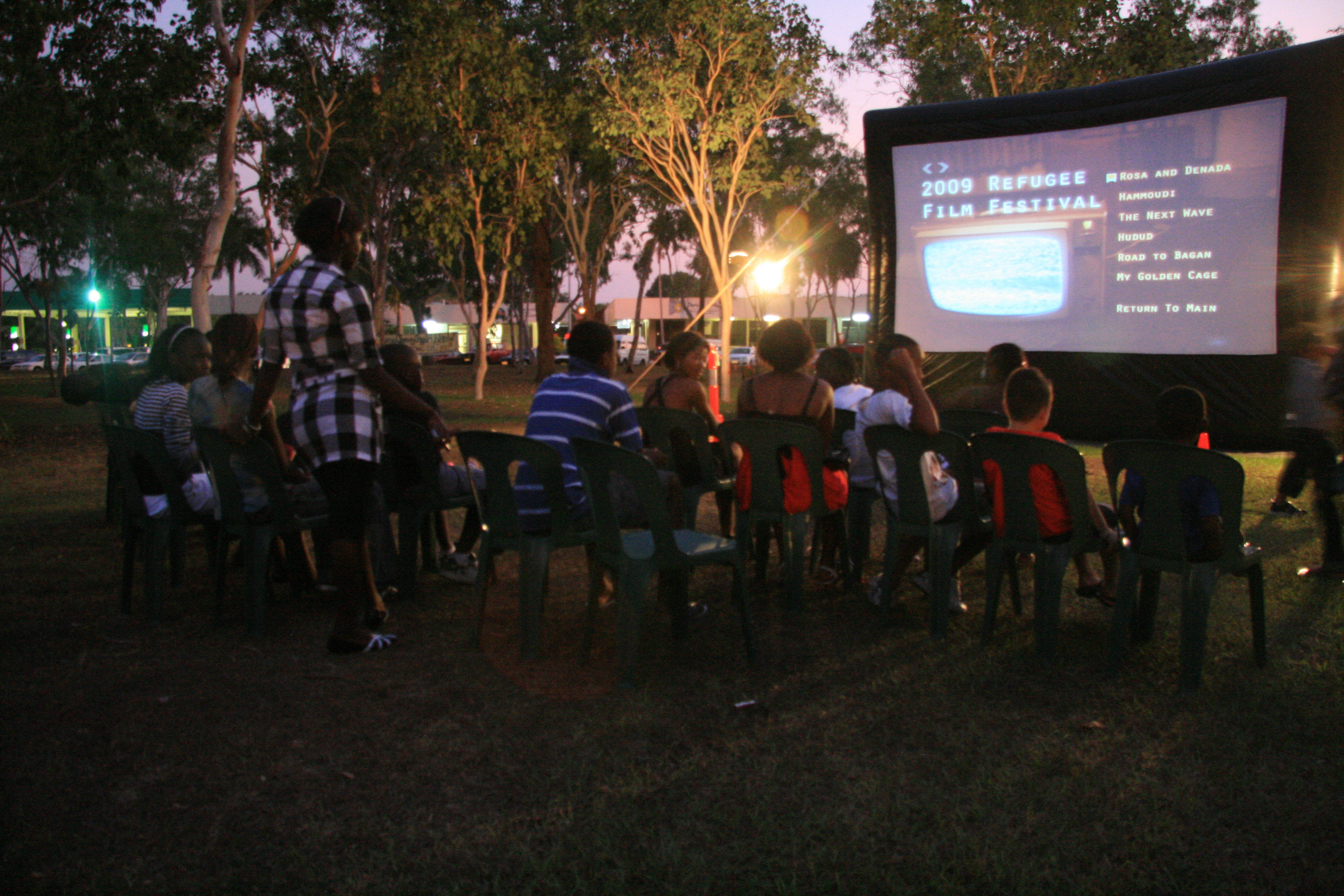
Filme proiectate de ZIua Mondială a Refugiatului

- Filme proiectate de ZIua Mondială a Refugiatului2002: Toleranță: Ziua s-a concentrat pe trei așa-numite soluții durabile - repatrierea în țara de origine, posibilitățile de a trăi în țara de prim azil sau relocarea într-o țară terță, scopul fiind de a evidenția toleranța necesară față de o persoană care a trebuit să-și reia viața fără niciun simț al direcției.[19]
- 2003: Tinerii refugiați: Construind viitorul: Educația va avea ca scop să ajute persoanele forțate să fugă să își construiască un viitor mai bun, iar copiilor ar trebui să li se asigure oportunitatea de a învăța și de a se afla într-un mediu de învățare sigur, astfel încât să li se poată oferi viitorul pe care îl merită.[20]
- 2004: Un loc pe care să-l numești acasă: Refugiații se confruntă cu un viitor incert într-o țară străină, iar sentimentul de pierdere și alienare poate fi copleșitor. A-ți pierde casa poate însemna a-ți pierde însăși identitatea. Țara gazdă își propune să facă aceste persoane să se simtă mai puțin înstrăinate.[21]
- 2005: Curaj: Toți refugiații au povești diferite despre suferința lor, de la cum au reușit să-și părăsească țara și să lase totul în urmă, până la problemele cu care se confruntă în noua țară. Însă au în comun un curaj neobișnuit, curajul nu doar de a supraviețui, ci și de a persevera și de a-și reconstrui viețile distruse.[22]
- 2006: Speranță: Ziua va scoate în evidență drepturile, nevoile și visele refugiaților, contribuind la mobilizarea voinței politice și a resurselor disponibile, astfel încât refugiații nu doar să supraviețuiască, ci și să prospere în comunitatea din care fac parte.[23]
- 2007: Perseverență: Comunitatea internațională își propune să atragă atenția asupra situației dificile a refugiaților și să celebreze forța și curajul lor de a-și părăsi viața de zi cu zi pentru a începe o viață nouă, uneori într-o țară în care nu sunt familiarizați cu limba.[24]
- 2008: Protecție: ONU recunoaște că problema refugiaților reprezintă o criză umanitară și că mulți refugiați sunt afectați de discriminare sau excludere din comunitățile în care se stabilesc. Prin această zi, oamenii conștientizează eforturile și perseverența refugiaților de a nu renunța.[25]
- Harta refugiaților și a personelor dislocate în interiorul țării în 20232009: Oameni reali, nevoi reale:[26] Persoanele își pot arăta sprijinul participând la activități precum educarea oamenilor despre refugiați și creșterea gradului de conștientizare cu privire la experiențele diferite ale oamenilor din întreaga lume.[24]
- 2010: Un refugiat forțat să fugă este prea mult Există multe motive pentru care cineva este nevoit să-și părăsească țara, însă având în vedere că atât de mulți oameni sunt nevoiți să plece, toată lumea din țara gazdă trebuie să le acorde respect pentru puterea lor de a trece prin asta.[27]
- 2012: O familie sfâșiată de război este deja prea mult
- 2013: Acordați-vă un minut pentru a sprijini o familie forțată să fugă: Au fost evidențiate trei aspecte importante: oamenii trebuie să învețe să asculte poveștile celorlalți, să se implice activ prin participarea la evenimentele organizate de Ziua Mondială a Refugiatului, să promoveze ideile și activitățile în acest sens pe rețelele de socilaizare, pentru ca oamenii să afle cum se sărbătorește această zi în diferite părți ale lumii.[28]
- 2014: Migranți și refugiați: către o lume mai bună: A fost evidențiat faptul că, deși asistența umanitară poate ajuta ca paliativ, sunt necesare soluții politice. Fără acest efort pentru schimbare, conflictele și suferința în masă a refugiaților vor continua.[6]

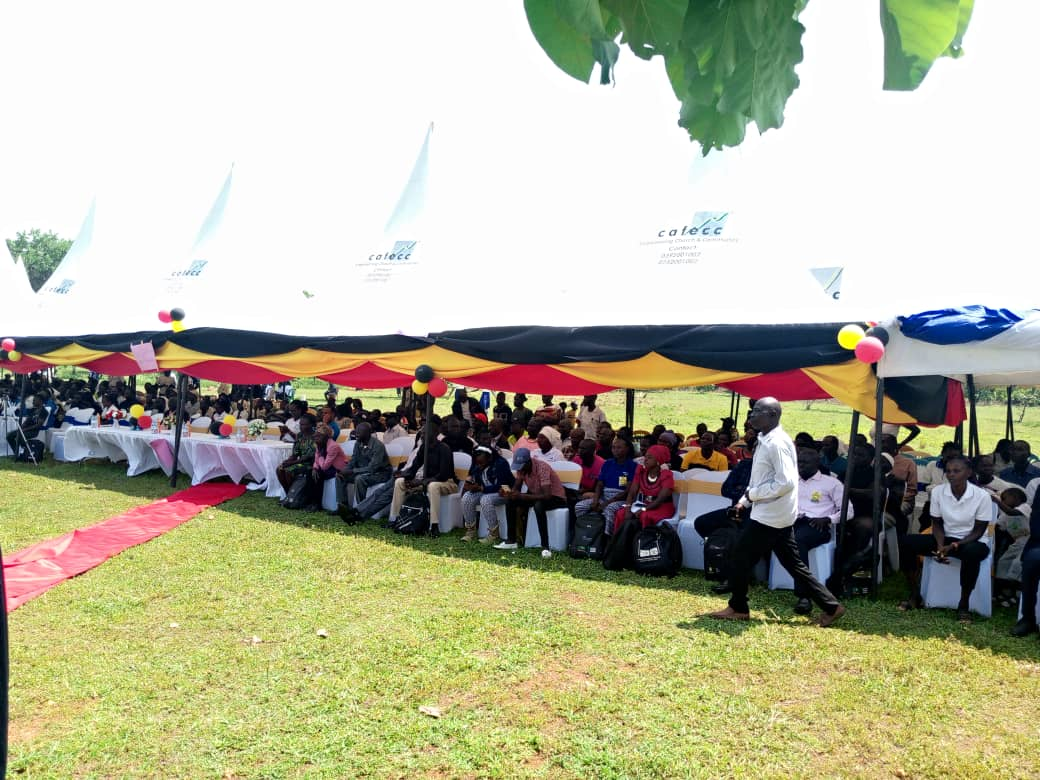
Sărbătoare de Ziua Mondială a Refugiatului 2024

- Sărbătoare de Ziua Mondială a Refugiatului 20242015: Prin curaj, să ne unim cu toții: Tema acestui an a avut ca scop demonstrarea sprijinului public pentru curajul refugiaților, din partea persoanelor fizice, a oficialilor guvernamentali, a comunităților gazdă, a companiilor, a celebrităților, a elevilor și a publicului larg.
- 2016: Suntem alături de refugiați: Prin petiția #WithRefugees, își propune să transmită un mesaj de colaborare diferitelor guverne, care trebuie să aducă o contribuție echitabilă pentru refugiați și să se asigure că aceștia sunt tratați corect și li se oferă oportunități egale pentru a-și reconstrui viața.
- 2017: Îmbrățișând refugiații celebrăm umanitatea noastră comună: Ziua își propune să le arate oamenilor că trebuie să fie alături de ei în situația lor dificilă și să onoreze curajul, puterea și hotărârea femeilor, bărbaților și copiilor care sunt forțați să fugă din patria lor din cauza persecuției, conflictului și violenței, fără a avea garanția unei vieți mai bune.[29]
- 2018: Acum, mai mult ca niciodată, trebuie să fim alături de refugiați: Așa cum a declarat Înaltul Comisar al Națiunilor Unite, că este timpul să recunoaștem umanitatea refugiaților în acțiune, este momentul să ne provocăm pe noi înșine și pe alții, să li ne alăturăm în scopul de a primi și sprijini refugiații în școlile, cartierele și locurile noastre de muncă, indiferent unde ne-am afla.[21]
- 2019: Fă un pas de Ziua Mondială a Refugiatului:[12] Tema a promovat ideea că toți trebuie să facem un pas, mare sau mic, pentru a fi solidari cu refugiații din întreaga lume. Această zi oferă o oportunitate de a arăta la nivel global că suntem cu toții alături de refugiați la fiecare pas.[3]
- 2020: Fiecare acțiune contează:[12] Pandemia de COVID-19, împreună cu protestele antirasiste, au constituit o dovadă a nevoii disperate de a lupta pentru o lume mai incluzivă și mai egală, o mișcare pentru o lume în care nimeni nu este lăsat în urmă. Subliniază faptul că fiecare trebuie să aibă un rol de jucat pentru a produce schimbarea în cadrul comunității. În cele din urmă, fiecare poate face o diferență, cu scopul de a crea o lume mai dreaptă, incluzivă și egală.[4]
- 2021: Împreună putem realiza orice: tema anului 2021 a avut ca scop vindecarea prin extinderea accesului refugiaților la asistență medicală, sănătate sexuală și reproductivă, nutriție și servicii de sănătate mintală. Conceptul de învățare este de a permite persoanelor talentate să aibă oportunitatea de a merge la universitate și de a obține o bursă, pentru a li se asigura că au șansa de a-și folosi cunoștințele pentru a-i ajuta pe ceilalți din comunitate. În plus, sportul este folosit pentru a dezvolta viața persoanelor forțate să fugă din țara lor natală și își propune să le îmbunătățească sănătatea mintală și să îi ajute să capete încredere, să lege noi prietenii și să se simtă bineveniți în societatea în care se află acum.[30]
- 2022: Oricine. Oriunde. Oricând. Oricine are dreptul să caute siguranță Indiferent cine sunt, oamenii nevoiți să fugă trebuie tratați cu demnitate. Oricine are dreptul de a solicita protecție, indiferent de rasă, religie sau convingeri. Dreptul de a căuta protecție este un drept al omului și nu poate fi negociat.
- 2023: Speranță departe de casă. O lume în care refugiații sunt întotdeauna incluși. Accentul a fost pe puterea incluziunii și găsirea de soluții pentru refugiați. Includerea refugiaților în comunități în care să se simtă în siguranță după ce au fugit de conflicte și persecuție este cel mai eficient mod de a-i ajuta să își reconstruiască viața și să contribuie la bunăstarea țării care îi găzduiește.
- 2024: Alături de refugiați